# Tadeusz Mycek
Tadeusz Aleksander Mycek (ur. 3 maja 1923, zm. 20 października 2019 w Warszawie) – polski architekt, rysownik, portrecista.

## Życiorys
W 1951 ukończył studia na Wydziale Architektury Politechniki Warszawskiej. Wykładowca na Wydziale Architektury Politechniki Warszawskiej w latach 1970-76. Doradca „Solidarności” w czasie stanu wojennego. Portrecista Warszawy, zwłaszcza Pragi. Autor książek: Spotkania z Mistrzami, Portrety Saskiej Kępy, Amerykańskie epizody, Moj Radzyn, Moja wojna o Słupsk i Moja rysunkowa opowieść o Słupsku.
Laureat konkursów architektonicznych.

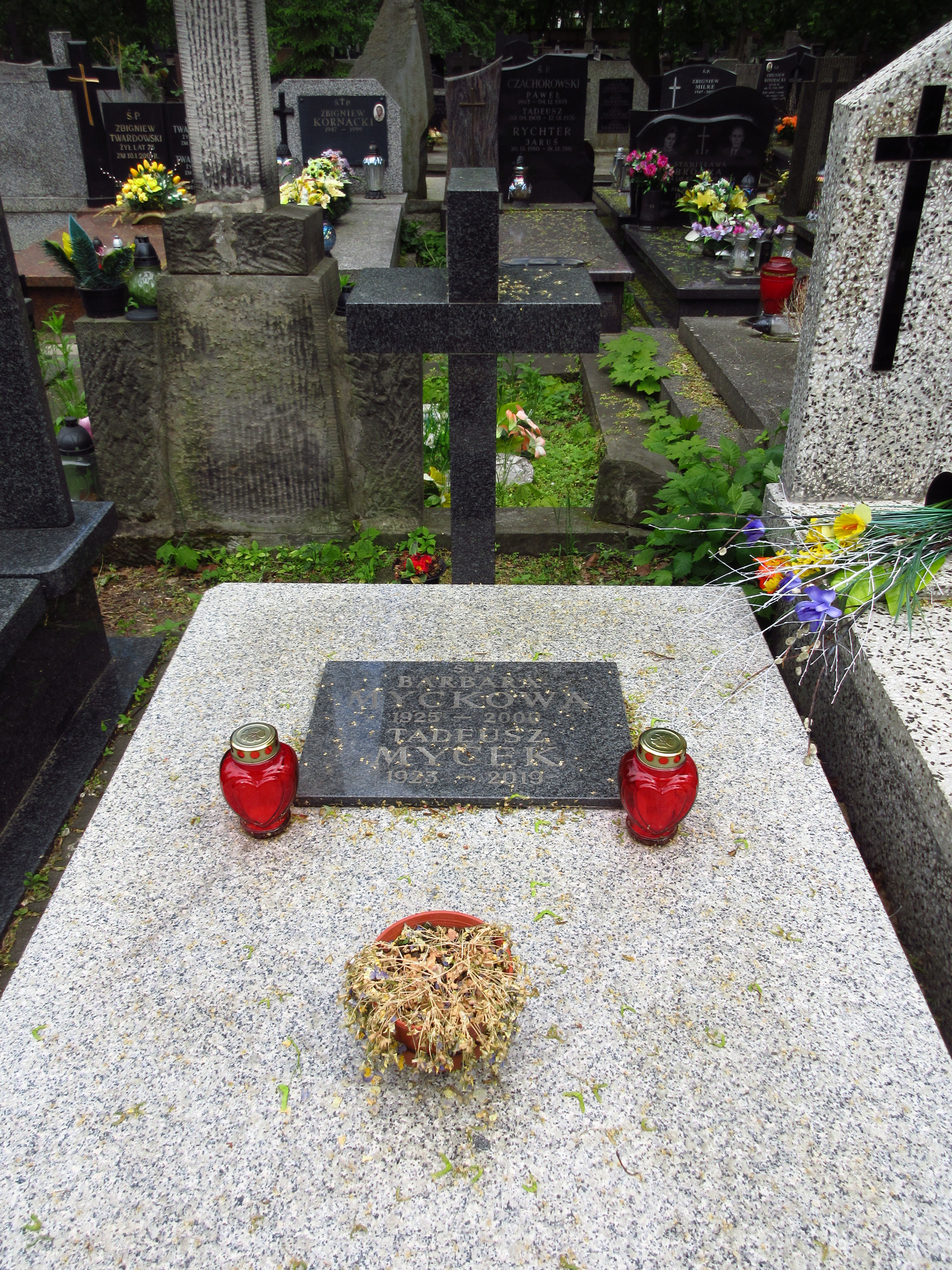
Grób Tadeusza Mycka na Cmentarzu Bródnowskim.

Pochowany na cmentarzu Bródnowskim (kwatera 27H-4-15).

## Odznaczenia
- Krzyż Armii Krajowej,
- Krzyż Partyzancki
- Krzyż Akcji „Burza”[1].